# Jurassic World : Renaissance
Pour les articles homonymes, voir Rebirth (homonymie).
Série Jurassic Park
Jurassic World : Le Monde d'après
(2022)
Pour plus de détails, voir Fiche technique et Distribution.
Jurassic World : Renaissance, ou Monde jurassique : La renaissance au Québec (Jurassic World Rebirth), est un film de science-fiction américain réalisé par Gareth Edwards et sorti en 2025. Il s'agit du septième volet de la série cinématographique Jurassic Park inspirée de l’œuvre de Michael Crichton. Il fait suite aux six premiers films de la série de films (plus un court-métrage) et est scénarisé par David Koepp, déjà scénariste de Jurassic Park.
Ce film raconte l’histoire 9 ans après la destruction d'Isla Nublar, les dinosaures, inadaptés à la flore et à la faune contemporaines, commencent à disparaître de la surface de la Terre. Une experte, Zora Bennett, est engagée pour mener une mission secrète. Son équipe doit récupérer l'ADN des 3 plus grands reptiles préhistoriques du monde (Mosasaurus, Titanosaurus et Quetzalcoatlus) regroupés sur la même île isolée, l'île Saint-Hubert situé au large de la Guyane française. Zora et son équipe vont croiser Reuben Delgado et ses enfants, dont le bateau a chaviré. Tous vont se retrouver sur l'île renfermant le tout premier laboratoire de Jurassic World, où ont été créées des espèces mutantes, hybrides ou difformes n'ayant jamais été révélées à l’humanité jusqu’à aujourd’hui.

## Synopsis
En 2008, sept ans avant l'incident de Jurassic World, l'entreprise InGen utilise un laboratoire situé sur l'île Saint-Hubert, à 320 km au large de la Guyane française, pour créer des dinosaures mutants transgéniques et faire des expériences sur les sujets ratés qui ne peuvent être exposés au grand public. L'une de ces créations, un Tyrannosaure à 6 membres, surnommé « Distortus Rex », s'échappe de son confinement lors d’une erreur de manipulation dévore un scientifique et sème le chaos, forçant le personnel de l'installation à abandonner l'île. Dix-sept ans plus tard, en 2025, le climat terrestre est inhospitalier pour les dinosaures, qui cinq ans auparavant, s'étaient dispersés aux quatre coins du monde. Ils sont désormais contraints de résider dans des zones proches de l'équateur, semblables à celles du Mésozoïque, et déclarées zones interdites aux déplacements.
Martin Krebs, cadre chez ParkerGenix, une société pharmaceutique, recrute Zora Bennett, une ancienne agente secrète de l'armée, pour collaborer avec le Dr Henry Loomis, paléontologue, sur une opération secrète visant à récupérer des échantillons de biomatériaux des trois plus grands spécimens préhistoriques, qui détiennent la clé d'un nouveau traitement contre les maladies cardiovasculaires. Dans un bar du Suriname, Zora recrute son ami de longue date, Duncan Kincaid, pour diriger l'expédition. Il emmène avec lui le conducteur de bateau LeClerc, la mercenaire Nina et le chef de la sécurité Bobby Atwater.
Ils se rendent sur l'île Saint-Hubert pour prélever des échantillons des plus grands animaux préhistoriques ramenés à la vie par les progrès génétiques : le Mosasaurus pour le milieu aquatique, le Titanosaurus pour le milieu terrestre et le Quetzalcoatlus pour le milieu aérien. Ils traquent le Mosasaurus, qui a provoqué le naufrage d'une famille naviguant autour de l'île : Reuben Delgado, ses filles Teresa et Isabella, et Xavier, le petit ami de Teresa. Ils secourent la famille et Zora parvient à prélever un échantillon de sang du  Mosasaure. Cependant, celui-ci revient à la charge avec un groupe de Spinosaurus, qui chassent en symbiose avec lui, et attaque le navire, tuant Bobby. Martin empêche Teresa d'appeler à l'aide par radio afin de protéger le secret de la mission, puis refuse de l'aider lorsqu'elle et les Delgado tombent par-dessus bord. Le Mosasaure force le navire à s'échouer, laissant l'équipe sur l'île. Alors qu'ils déchargent le matériel utilisable, l'un des spinosaures tue Nina, restée sur la plage pour s’occuper du matériel sauvé du naufrage. Zora les informe qu'elle a fait appel à un hélicoptère de sauvetage pour faire le tour de l'île dans 24 heures. Ils ont donc jusqu'au lendemain soir pour prélever les deux autres échantillons.
L'équipe, séparée de la famille Delgado, réussit à extraire le deuxième échantillon d'un Titanosaure (inspiré de plusieurs dinosaures comme le diplodocus, le mamenshisaure ou l’anphicoelias) et le troisième et dernier d'un œuf de Quetzalcoatlus trouvé dans un ancien temple perché sur une falaise, bien que LeClerc soit dévoré par l’un des parents Quetzalcoatlus lors de la descente. Pendant ce temps, les Delgado sont bloqués ailleurs et cherchent à rejoindre un village évoqué plus tôt sur le bateau, en suivant le réseau de tuyaux géothermiques, qui mènent en réalité au laboratoire abandonné d'InGen. Ils rencontrent divers dinosaures, dont un Aquilops, qu'Isabella adopte et nomme Dolores, un Dilophosaurus se nourrissant d'un cadavre de Parasaurolophus, et un Tyrannosaurus Rex, qui les traque le long d'une rivière.
Les 2 groupes se réunissent au laboratoire abandonné pour une extraction par hélicoptère, mais sont attaqués par une meute d'hybrides raptors/ptérosaures mutants, surnommés « Mutadons ». Martin vole les échantillons à Zora et tente de s'enfuir vers l'héliport. L'hélicoptère arrive alors qu'Henry allume une fusée éclairante, mais il est détruit par le Distortus Rex, qui dévore ensuite Martin. Les survivants parviennent à trouver un bateau relié au complexe par une piste souterraine. Duncan déroute le Distortus Rex à l'aide d'une fusée éclairante et retrouve le groupe lors de leur fuite. Munis des échantillons, Zora et Henry acceptent de distribuer le nouveau médicament sans brevet, le rendant ainsi accessible à tous.

## Fiche technique
Sauf indication contraire, les informations mentionnées dans cette section peuvent être confirmées par la base de données cinématographiques IMDb,  présente dans la section « Liens externes ».
- Titre français : Jurassic World : Renaissance
- Titre québécois : Monde jurassique : La renaissance[3]
- Titre original : Jurassic World Rebirth
- Réalisation : Gareth Edwards
- Scénario : David Koepp, d'après l’œuvre de Michael Crichton
- Musique : Alexandre Desplat
- Décors : James Clyne
- Costumes : Sammy Sheldon
- Photographie : John Mathieson
- Montage : Jabez Olssen
- Production : Patrick Crowley et Frank Marshall
- Producteurs délégués : Denis L. Stewart et Steven Spielberg
- Sociétés de production : Amblin Entertainment et The Kennedy/Marshall Company
- Sociétés de distribution : Universal Pictures (États-Unis), Universal Pictures International France (France)
- Budget : 180 millions de dollars[4]
- Pays de production :  États-Unis
- Langue originale : anglais
- Format : couleur - 2,35:1 (Cinémascope)
- Genre : science-fiction, aventures, action
- Durée : 134 minutes
- Dates de sortie[5] :
  - États-Unis : 2 juillet 2025[6],[7]
  - France : 4 juillet 2025[8],[9],[10]

## Distribution
Sauf indication contraire, les informations mentionnées dans cette section peuvent être confirmées par la base de données cinématographiques IMDb,  présente dans la section « Liens externes ».
- Scarlett Johansson (VF : Julia Vaidis-Bogard) : Zora Bennett
- Mahershala Ali (VF : Namakan Koné) : Duncan Kincaid
- Jonathan Bailey (VF : Anatole de Bodinat) : Dr Henry Loomis
- Rupert Friend (VF : Valéry Schatz) : Martin Krebs
- Manuel Garcia-Rulfo (VF : Valentin Merlet) : Reuben Delgado
- Luna Blaise (VF : Myrddrina Antoni) : Teresa Delgado, la fille aînée de Reuben Delgado
- David Iacono (VF : Stevie Tomi) : Xavier Dobbs
- Audrina Miranda (VF : Pia Gimenez Bonfils) : Isabella Delgado, la fille cadette de Reuben Delgado
- Philippine Velge (VF : elle-même) : Nina
- Bechir Sylvain (VF : Mohad Sanou) : Leclerc
- Ed Skrein (VF : Laurent Maurel) : Bobby Atwater
- Adam Loxley : Williams
- Niamh Finlay : Desanto
- Julian Edgar : le barman du Vah Dijk
- Lucy Thackeray : le pilote de l'hélicoptère
- Billy Smith : un policier
- Jonny Lavelle : le co-pilote de l'hélicoptère

 Source et légende : version française (VF) sur RS Doublage et le carton cinématographique du doublage français.

## Production

### Genèse et développement
En mai 2020, Frank Marshall déclare que l'intrigue du film à venir marquera le départ d'une nouvelle ère pour la franchise car les humains devront faire face aux dinosaures,. Le cinéaste Colin Trevorrow, qui a travaillé sur la trilogie Jurassic World, annonce en mai 2022 qu'il ne reviendra pas, excepté dans un rôle de consultant.
En janvier 2024, il est officiellement confirmé qu'Universal Pictures développe un nouveau film avec David Koepp comme scénariste. Ce dernier avait déjà écrit les scénarios des deux premiers volets de la franchise : Jurassic Park (1993) et Le Monde perdu : Jurassic Park (1997) réalisés par Steven Spielberg,,. Comme les précédents opus, Frank Marshall assure la production via sa société The Kennedy/Marshall Company, alors que Steven Spielberg revient comme producteur délégué via Amblin Entertainment,. Il est alors précisé que le film lancera une toute nouvelle intrigue sans les personnages des précédents opus,.
Le développement du projet est tenu secret pendant plusieurs années et plusieurs versions du script avaient déjà été écrites par Koepp. Les producteurs ayant déjà effectué plusieurs travaux de pré-production, comme la conception des designs des dinosaures, le travail créatif du réalisateur éventuel serait minime,. La position est officiellement décrite comme étant plus orientée exécutive que créative, les producteurs préférant garder plus de contrôle créatif par rapport au Monde d'après.
En février 2024, David Leitch est annoncé au poste de réalisateur. Cependant, les négociations n'aboutissent pas pour des raisons de libertés artistiques,. Gareth Edwards est confirmé peu de temps après. Steven Spielberg s'était déclaré enthousiaste sur son film Godzilla (2014) alors que Gareth Edwards se dit fan du premier Jurassic Park,. Le paléontologue Steve Brusatte fait également son retour comme consultant.

### Attribution des rôles
La phase de casting débute en mars 2024. Scarlett Johansson, Jonathan Bailey, Manuel Garcia-Rulfo, Rupert Friend, Mahershala Ali, Luna Blaise, David Iacono et Audrina Miranda sont annoncés peu après,,,.
Scarlett Johansson, fan de la franchise, voulait y participer depuis des années. Jennifer Lawrence a un temps été envisagée pour le rôle.
Glen Powell, qui prêtait sa voix à Dave dans la série d'animation Jurassic World : La Colo du Crétacé (2020–2022), a quant à lui refusé un rôle.
En août 2024, Béchir Sylvain rejoint la distribution.

### Tournage
Le tournage débute le 13 juin 2024 en Thaïlande,. L'équipe y reste pendant près d'un mois,. Les prises se déroulent notamment dans le parc national de Khao Phanom Bencha dans la province de Krabi, ainsi que sur l'île de Koh Kradan dans le parc national de Hat Chao Mai dans la province de Trang ainsi que dans le parc national d'Ao Phang Nga dans la province de Phang Nga,
En juillet 2024, l'équipe se rend à Malte et tourne notamment dans les Malta Film Studios de Kalkara. Il se poursuivra ensuite au Royaume-Uni, notamment à Londres et dans les Sky Studios Elstree à Borehamwood,,. Les prises de vue doivent s'achever le 18 octobre 2024,. Elles s'achèvent plus tôt le 28 septembre 2024.

### Musique
Albums de Alexandre Desplat
The Phoenician Scheme
(2025) Frankenstein
(2025)
Bandes originales de Jurassic Park
Jurassic World : Le Monde d'après
(2022)
La musique du film est composée par Alexandre Desplat. L'album est édité par Back Lot Music (en) et sort le 2 juillet 2025. La liste des titres avait été révélée le 26 juin. Constituée de 34 titres, dont Boat Chase avait été diffusé en single. Une édition en disque vinyle est par ailleurs éditée par le label Mutant.
| Liste des titres | Liste des titres                | Liste des titres | Liste des titres | Liste des titres | Liste des titres | Liste des titres | Liste des titres | Liste des titres | Liste des titres |
| No               | Titre                           | Durée            |                  |                  |                  |                  |                  |                  |                  |
| ---------------- | ------------------------------- | ---------------- | ---------------- | ---------------- | ---------------- | ---------------- | ---------------- | ---------------- | ---------------- |
| 1.               | Opening Lab                     | 4:53             |                  |                  |                  |                  |                  |                  |                  |
| 2.               | Bridge of Deal                  | 0:59             |                  |                  |                  |                  |                  |                  |                  |
| 3.               | Natural History Museum          | 5:04             |                  |                  |                  |                  |                  |                  |                  |
| 4.               | Team Gathered                   | 1:12             |                  |                  |                  |                  |                  |                  |                  |
| 5.               | Voyage                          | 2:51             |                  |                  |                  |                  |                  |                  |                  |
| 6.               | Dart Show                       | 1:18             |                  |                  |                  |                  |                  |                  |                  |
| 7.               | Zora and Kincaid                | 2:24             |                  |                  |                  |                  |                  |                  |                  |
| 8.               | Mosasaur Attacks Yacht          | 4:00             |                  |                  |                  |                  |                  |                  |                  |
| 9.               | Zora and Loomis Chat            | 1:57             |                  |                  |                  |                  |                  |                  |                  |
| 10.              | Mayday                          | 3:32             |                  |                  |                  |                  |                  |                  |                  |
| 11.              | Mosasaur Bumps Boat             | 1:12             |                  |                  |                  |                  |                  |                  |                  |
| 12.              | Boat Chase                      | 5:15             |                  |                  |                  |                  |                  |                  |                  |
| 13.              | Fins Attack – Part 1            | 4:49             |                  |                  |                  |                  |                  |                  |                  |
| 14.              | Fins Attack – Part 2            | 1:31             |                  |                  |                  |                  |                  |                  |                  |
| 15.              | Cave Swim                       | 3:48             |                  |                  |                  |                  |                  |                  |                  |
| 16.              | Hurry                           | 1:42             |                  |                  |                  |                  |                  |                  |                  |
| 17.              | Walking the Swamp               | 3:21             |                  |                  |                  |                  |                  |                  |                  |
| 18.              | The Pistol / Scare in the Trees | 1:33             |                  |                  |                  |                  |                  |                  |                  |
| 19.              | Do the Job                      | 2:28             |                  |                  |                  |                  |                  |                  |                  |
| 20.              | Dino Lovers                     | 2:59             |                  |                  |                  |                  |                  |                  |                  |
| 21.              | Dino Spectacle                  | 1:43             |                  |                  |                  |                  |                  |                  |                  |
| 22.              | What's This Smell?              | 1:16             |                  |                  |                  |                  |                  |                  |                  |
| 23.              | Crossing the River / T-Rex      | 8:10             |                  |                  |                  |                  |                  |                  |                  |
| 24.              | Clifftop                        | 0:36             |                  |                  |                  |                  |                  |                  |                  |
| 25.              | Climbing the Wall               | 3:37             |                  |                  |                  |                  |                  |                  |                  |
| 26.              | Bird Strike                     | 3:40             |                  |                  |                  |                  |                  |                  |                  |
| 27.              | Let's Go Home                   | 0:31             |                  |                  |                  |                  |                  |                  |                  |
| 28.              | Gentle Boat Ride                | 4:05             |                  |                  |                  |                  |                  |                  |                  |
| 29.              | Mutadons Fly In                 | 4:55             |                  |                  |                  |                  |                  |                  |                  |
| 30.              | The Old Lab                     | 2:38             |                  |                  |                  |                  |                  |                  |                  |
| 31.              | Tunnel / Helicopter             | 4:19             |                  |                  |                  |                  |                  |                  |                  |
| 32.              | Run to the Gate                 | 2:44             |                  |                  |                  |                  |                  |                  |                  |
| 33.              | Bella and the Beast             | 4:50             |                  |                  |                  |                  |                  |                  |                  |
| 34.              | Sailing Away                    | 2:08             |                  |                  |                  |                  |                  |                  |                  |
| 102:00           |                                 |                  |                  |                  |                  |                  |                  |                  |                  |

## Sortie et accueil

### Dates de sortie et promotion
Les premières images et une courte vidéo dévoilant le logo du film sont publiées le 30 août 2024. Le titre français est annoncé peu après en septembre.
Après une bande annonce dévoilée le 5 février 2025, la date de sortie de Jurassic World Rebirth est annoncée pour le 4 juillet 2025.

### Box-office
Avec 147 304 630 dollars enregistrés lors de son cinquième jour d’exploitation aux États-Unis, dans 4 308 salles de cinéma, ce nouvel opus réalise le plus faible démarrage de la saga Jurassic World. À titre de comparaison, Jurassic World avait engrangé 258 493 605 dollars dans 4 274 salles, Jurassic World: Fallen Kingdom 181 140 670 dollars dans 4 475 salles, et Jurassic World : Le Monde d'après 172 548 745 dollars dans 4 676 salles.

Au box-office mondial, le film totalise 828 681 885 dollars.
| Pays ou région | Box-office         | Date d'arrêt du box-office | Nombre de semaines |
| -------------- | ------------------ | -------------------------- | ------------------ |
| États-Unis     | 332 181 885 $      | en cours                   | 6                  |
| France         | 2 829 509 entrées  | en cours                   | 7                  |
| Allemagne      | 2 245 202 entrées  | en cours                   | 6                  |
| Espagne        | 2 370 324 entrées  | en cours                   | 6                  |
| Brésil         | 3 109 011 entrées  | en cours                   | 6                  |
| Russie         | 624 826 entrées    | en cours                   | 6                  |
| Italie         | 1 355 178 entrées  | en cours                   | 6                  |
| Corée du Sud   | 2 162 564 entrées  | en cours                   | 6                  |
| Chine          | 13 644 812 entrées | en cours                   | 6                  |
| Total mondial  | 828 681 885 $      | en cours                   | 5                  |